# Glenea collarti
Glenea collarti är en skalbaggsart som beskrevs av Stefan von Breuning 1953. Glenea collarti ingår i släktet Glenea och familjen långhorningar. Inga underarter finns listade i Catalogue of Life.